# Austrodecus pushkini
Austrodecus pushkini är en havsspindelart som beskrevs av Child, C.A. 1994. Austrodecus pushkini ingår i släktet Austrodecus och familjen Austrodecidae. Inga underarter finns listade.